# Pterolophia suginoi
Pterolophia suginoi är en skalbaggsart som beskrevs av Makihara 1986. Pterolophia suginoi ingår i släktet Pterolophia och familjen långhorningar.
Artens utbredningsområde är Taiwan. Inga underarter finns listade i Catalogue of Life.